# 45 Pułk Piechoty Nottinghamshire
45 pułk piechoty Nottinghamshire (ang. 45th (Nottinghamshire) Regiment of Foot) – pułk piechoty brytyjskiej sformowany jako 45 pułk piechoty (45th Regiment of Foot).
W 1758 rozwinięto jego nazwę do 45 pułk piechoty Nottinghamshire. Jego żołnierze walczyli m.in. w działaniach zbrojnych okresu amerykańskiej wojny o niepodległość i wojen napoleońskich.
Oddział przestał istnieć w 1881, kiedy to w ramach tzw. Childers Reforms z 45 i 95 Pułku Piechoty powstał oddział o nazwie The Sherwood Foresters (Nottinghamshire and Derbyshire Regiment).

## Bibliografia

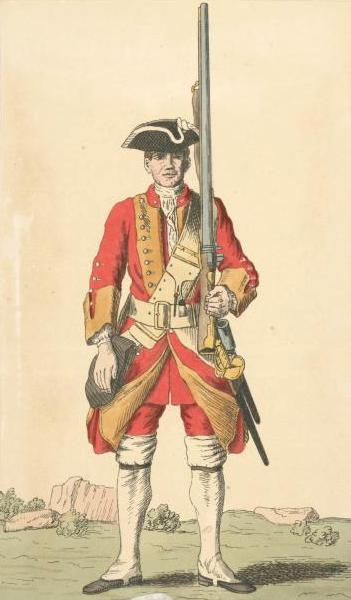
Żołnierz 45 pułku piechoty (1742)